# Porto Rico ai Giochi della XXIX Olimpiade
Porto Rico ha partecipato ai Giochi della XXIX Olimpiade di Pechino, svoltisi dall'8 al 24 agosto 2008, con una delegazione di 22 atleti.

## Atletica leggera
| Gara           | Atleta         | Batterie | Batterie | Quarti  | Quarti | Semifinali | Semifinali | Finale | Finale |
| Gara           | Atleta         | Tempo    | Pos.     | Tempo   | Pos.   | Tempo      | Pos.       | Tempo  | Pos.   |
| -------------- | -------------- | -------- | -------- | ------- | ------ | ---------- | ---------- | ------ | ------ |
| 400 m          | Félix Martinez |          |          | 46"46   | 7      |            |            |        |        |
| 1500 m         | David Freeman  |          |          | 3'39"70 | 10     |            |            |        |        |
| 110 m ostacoli | Héctor Cotto   | 13"72    | 6        | 13"73   | 8      |            |            |        |        |
| 400 m ostacoli | Javier Culson  |          |          | 49"60   | 4      | 49"85      | 8          |        |        |

| Gara  | Atleta          | Batterie | Batterie | Quarti | Quarti | Semifinali | Semifinali | Finale | Finale |
| Gara  | Atleta          | Tempo    | Pos.     | Tempo  | Pos.   | Tempo      | Pos.       | Tempo  | Pos.   |
| ----- | --------------- | -------- | -------- | ------ | ------ | ---------- | ---------- | ------ | ------ |
| 200 m | Carol Rodríguez | 24"07    | 7        |        |        |            |            |        |        |
| 400 m | Carol Rodríguez |          |          | 53"08  | 5      |            |            |        |        |

## Ginnastica

### Ginnastica artistica
| Gara                    | Atleta      | Volteggio | Corpo libero | Cavallo con maniglie | Anelli | Parallele | Sbarra | Trave | Totale | Posizione | Finali               |
| ----------------------- | ----------- | --------- | ------------ | -------------------- | ------ | --------- | ------ | ----- | ------ | --------- | -------------------- |
| Qualificazioni maschili | Luis Rivera | 15,125    | 14,750       | 15,250               | 16,225 | 14,575    | 14,675 |       | 90,600 | 13        | concorso individuale |

| Gara                 | Atleta      | Punteggio | Posizione |
| -------------------- | ----------- | --------- | --------- |
| Concorso individuale | Luis Rivera | 90,175    | 14        |

## Judo
| Gara    | Atleta                     | Tabellone principale                       | Tabellone principale | Tabellone principale | Tabellone principale | Tabellone principale | Ripescaggi | Ripescaggi | Ripescaggi | Ripescaggi |
| Gara    | Atleta                     | Sedicesimi                                 | Ottavi               | Quarti               | Semifinali           | Finale               | 1º turno   | Quarti     | Semifinali | Finale     |
| ------- | -------------------------- | ------------------------------------------ | -------------------- | -------------------- | -------------------- | -------------------- | ---------- | ---------- | ---------- | ---------- |
| 81 kg   | Abderramán Brenes la Roche | Giuseppe Maddaloni (Italia) 0001-0020      |                      |                      |                      |                      |            |            |            |            |
| 90 kg   | Alexis Chiclana Melendez   | David Alarza (Spagna) 0100-1101            |                      |                      |                      |                      |            |            |            |            |
| +100 kg | Pablo Figueroa Carrillo    | Thormodur Arni Jonsson (Islanda) 0001-1000 |                      |                      |                      |                      |            |            |            |            |

## Nuoto
| Gara           | Atleta               | Batterie | Batterie | Semifinali | Semifinali | Finale | Finale |
| Gara           | Atleta               | Tempo    | Pos.     | Tempo      | Pos.       | Tempo  | Pos.   |
| -------------- | -------------------- | -------- | -------- | ---------- | ---------- | ------ | ------ |
| 100 m rana     | Daniel Velez         | 1'01"80  | 33       |            |            |        |        |
| 100 m farfalla | Douglas Lennox-Silva | 53"34    | 38       |            |            |        |        |
| 200 m farfalla | Douglas Lennox-Silva | 2'01"69  | 38       |            |            |        |        |

| Gara               | Atleta                | Batterie | Batterie | Semifinali | Semifinali | Finale | Finale |
| Gara               | Atleta                | Tempo    | Pos.     | Tempo      | Pos.       | Tempo  | Pos.   |
| ------------------ | --------------------- | -------- | -------- | ---------- | ---------- | ------ | ------ |
| 50 m stile libero  | Vanessa García        | 25"81    | 35       |            |            |        |        |
| 400 m stile libero | Kristina Lennox-Silva | 4'20"17  | 36       |            |            |        |        |
| 200 m farfalla     | Kristina Lennox-Silva | 2'17"27  | 34       |            |            |        |        |

## Pugilato
| Gara                | Atleta            | Sedicesimi                      | Ottavi                                 | Quarti                    | Semifinali | Finale |
| ------------------- | ----------------- | ------------------------------- | -------------------------------------- | ------------------------- | ---------- | ------ |
| Pesi mosca          | McWilliams Arroyo | bye                             | Norbert Kalucza (Ungheria) 14-6        | Andry Laffita (Cuba) 2-11 |            |        |
| Pesi gallo          | McJoe Arroyo      | Sergey Vodopyanov (Russia) 5-10 |                                        |                           |            |        |
| Pesi leggeri        | José Pedraza      | Onur Şipal (Turchia) 10-3       | Daouda Sow (Francia) 9-13              |                           |            |        |
| Pesi welter leggeri | Jonathan González | Ionuţ Gheorghe (Romania) 4-21   |                                        |                           |            |        |
| Pesi mediomassimi   | Carlos Negrón     | Mehdi Ghorbani (Iran) 13-4      | Yerkebuian Shynaliyev (Kazakistan) 3-9 |                           |            |        |

## Sollevamento pesi
| Gara  | Atleta       | Strappo | Strappo | Slancio | Slancio | Totale | Posizione |
| Gara  | Atleta       | Ris.    | Pos.    | Ris.    | Pos.    | Totale | Posizione |
| ----- | ------------ | ------- | ------- | ------- | ------- | ------ | --------- |
| 58 kg | Geralee Vega | 90      | 8       | 112     | 9       | 202    | 9         |

## Taekwondo
| Gara  | Atleta          | Tabellone principale             | Tabellone principale        | Tabellone principale         | Tabellone principale | Ripescaggi | Ripescaggi                 |
| Gara  | Atleta          | Ottavi                           | Quarti                      | Semifinali                   | Finale               | Semifinali | Finale                     |
| ----- | --------------- | -------------------------------- | --------------------------- | ---------------------------- | -------------------- | ---------- | -------------------------- |
| 80 kg | Ángel Román     | Sebastien Michaud (Canada) 1-2   |                             |                              |                      |            |                            |
| 67 kg | Asunción Ocasio | Elisavet Mystakidou (Grecia) 1-0 | Helena Fromm (Germania) 2-0 | Karine Sergerie (Canada) 0-2 |                      |            | Sandra Šarić (Croazia) 1-5 |

## Tiro
| Gara        | Atleta                      | Qualificazioni | Qualificazioni | Finale    | Finale       | Finale |
| Gara        | Atleta                      | Punteggio      | Pos.           | Punteggio | Punt. totale | Pos.   |
| ----------- | --------------------------- | -------------- | -------------- | --------- | ------------ | ------ |
| Double trap | Lucas Rafael Bennazar Ortiz | 123            | 19             |           |              |        |